# 大漢號遠洋拖船
大漢號遠洋拖船（ATF-553）是中華民國海軍大同級遠洋拖船的三號艦，2020年11月1日除役前於海軍192艦隊216戰隊服役，曾參與過海研五號船難在內的多項海上救難行動。本艦於美國海軍服役時的艦名為塔瓦可尼（Tawakoni , ATF-114），參與過二戰、韓戰、美軍核試驗與越南戰爭，另因擊落6架神風特攻隊自殺戰機而獲得美國海軍功勳單位獎章。

## 艦歷

### 美國海軍
本艦於1943年5月19日於加州阿拉米達郡聯合工程公司的造船廠開工，同年10月23日舉行下水儀式，並以美國喀多安部原住民族的語言命名為「塔瓦可尼」（Tawakoni），意為「迤邐於紅沙丘間的蜿蜒河流」。1944年9月15日成軍後，塔瓦可尼號在聖佩德羅灣舉行了為期一個月的成軍訓練，隨即開往夏威夷珍珠港海軍基地支援太平洋战场。

#### 第二次世界大战
1945年1月4日，塔瓦可尼號執行了她的第一個任務：將無動力的浮動油槽拖至马里亚纳群岛。該艦隨後在2月7日於塞班島加入美國海軍第五艦隊，並於19日前往硫磺島以支援第五兩棲軍團對該島的攻勢。塔瓦可尼號在此次戰役中救援了被兩枚250磅航空炸弹命中的甘布爾號驅逐艦與受輕傷的LSM-59，後又於沖繩島戰役中擊落6架日軍神風特攻隊自殺戰機並協助受損的布希號驅逐艦與卡爾霍恩號驅逐艦轉移傷患。
日本投降後，塔瓦可尼號至珍珠港將鰹魚號潛艦拖回美國本土進行修復，隨後赴普吉特海軍造船廠進行維修與保養。

#### 朝鲜战争
韓戰爆發後，塔瓦可尼號自佐世保海軍基地前往興南區域加入第90兩棲特遣隊，並在元山、興南與仁川等地支援美國海軍第七艦隊。該艦在朝鮮半島戰場上的主要任務為布放浮標與拖帶艦船。

#### 城堡行動
1954年3月，塔瓦可尼號被編入美國海軍第七聯合特遣部隊（Navy Joint Task Force SEVEN , JTF-7）以支援美軍在比基尼环礁與埃內韋塔克環礁進行的核試驗。該艦在這場名為「城堡行動」的實驗當中主要負責拖帶試驗艦與接送人員，另在代號為城堡-洋基（Castle-Yankee）的試爆中負責測量核爆時海水的壓力變化。

#### 越南战争
塔瓦可尼號在越南戰爭爆發後被部署至新加坡、峴港與蘇比克灣等地區，在戰爭中負責拖帶各項監控設備並監測越南人民军的動向。該艦也曾救援停泊在西貢，但受越共蛙人爆破重創坐底，之後浮揚的卡德號護航航空母艦，將該艦拖帶至菲律賓的蘇比克灣，再到日本的橫須賀修理。

#### 除役
越南戰爭結束後，塔瓦可尼號持續在西太平洋與中太平洋區域執行各項勤務，也曾參與過美国国家航空航天局第四次太空實驗室回收計畫。該艦於1978年售予中華民國海軍，6月1日自美國海軍正式除役。

### 中華民國海軍
中華民國海軍於1978年6月1日在夏威夷珍珠港海軍基地B26號碼頭接收塔瓦可尼號，7月8日即前往加州洛杉矶長堤港護送海軍新購的龍江軍艦返回高雄左營港。8月24日，時任海軍司令鄒堅上將於左營港為該艦舉行成軍典禮，正式將其命名為「大漢軍艦」，舷號為ATF-324。翌年10月，大漢軍艦的舷號改為ATF-553。
大漢軍艦在1980年2月赴澎湖馬公市四角嶼救援擱淺的台澎輪，為該艦的首次救援任務。接下來的40餘年間，大漢軍艦在中華民國海軍中負責拖帶靶船、浮塢等不具動力的結構物，也負責運補與救援失去動力的軍艦。該艦另參與了國華航空7623號班機空難、阿瑪斯號貨輪擱淺、復興航空791號班機空難、八八水災海上運補與海研五號失事救難等民間救援任務，故被譽為「海上菩薩」。
大漢軍艦最終於2020年11月1日於中華民國海軍新濱營區正式除役，隨後於2023年8月的海空精準飛彈射擊演習中作為靶艦被擊沉。

## 歷任艦長
| 美國海軍     | 美國海軍                      | 美國海軍 | 美國海軍       | 美國海軍       |
| 順序         | 姓名                          | 軍銜     | 上任日期       | 卸任日期       |
| ------------ | ----------------------------- | -------- | -------------- | -------------- |
| 1            | Fourshee Sr., Clarence Lucius | 少校     | 1944年9月15日  | 1946年10月13日 |
| 2            | Green, Keith 'A'              | 上尉     | 1946年10月13日 | 1947年2月12日  |
| 3            | Oaks, Leslie Charles          | 上尉     | 1947年2月12日  | 1948年4月21日  |
| 4            | Block, Claus Arnold           | 中尉     | 1948年4月21日  | 1948年11月20日 |
| 5            | Sherwood, Charles Grady       | 上尉     | 1948年11月20日 | 1950年7月1日   |
| 6            | Scribner, Louis Burton        | 上尉     | 1950年7月1日   | 1952年5月27日  |
| 7            | Mowrer, Robert Acre           | 上尉     | 1952年5月27日  | 1954年5月15日  |
| 8            | Jackson, Earl Alonzo          | 上尉     | 1954年5月15日  | 1956年5月5日   |
| 9            | Weaver, John Clark            | 上尉     | 1956年5月5日   | 1958年5月3日   |
| 10           | Schuster, Dale George         | 上尉     | 1958年5月3日   | 1960年11月4日  |
| 11           | Hilder, Frederick Asa         | 上尉     | 1960年11月4日  | 1962年7月14日  |
| 12           | Gandy, John David             | 上尉     | 1962年7月14日  | 1964年5月26日  |
| 13           | Mills, Neal Owen              | 上尉     | 1964年5月26日  | 1966年7月16日  |
| 14           | Patterson, Larry Lenker       | 上尉     | 1966年7月16日  | 1967年7月18日  |
| 15           | Haney, William Clay           | 上尉     | 1967年7月18日  | 1968年12月16日 |
| 16           | Mulhearn, Raymond Robert      | 少校     | 1968年12月16日 | 1971年5月15日  |
| 17           | Heinecke, Walter Richard      | 上尉     | 1971年5月15日  | 1972年7月28日  |
| 18           | Deda, Donald James            | 上尉     | 1972年7月28日  | 1974年7月1日   |
| 19           | O'Donnell, Gerald James       | 上尉     | 1974年7月1日   | 1976年9月15日  |
| 20           | Gano, Richard Dale            | 上尉     | 1976年9月15日  | 1978年4月28日  |
| 21           | Ostertag, James Joseph        | 少校     | 1978年4月28日  | 1978年6月1日   |
| 中華民國海軍 |                               |          |                |                |
| 1            | 甘克強                        | 中校     | 1978年6月1日   |                |
| 2            | 張炳錢                        | 中校     |                |                |
| 3            | 馬繼民                        | 中校     |                |                |
| 4            | 邱英雄                        | 中校     |                |                |
| 5            | 王永年                        | 中校     |                |                |
| 6            | 藍斌                          | 中校     |                |                |
| 7            | 周偉賢                        | 中校     |                |                |
| 8            | 馬玉璽                        | 中校     |                |                |
| 9            | 昌啟鴻                        | 中校     |                |                |
| 10           | 馬念吾                        | 中校     |                |                |
| 11           | 蕭維民                        | 中校     |                |                |
| 12           | 陳德雄                        | 中校     |                |                |
| 13           | 黃世和                        | 中校     |                |                |
| 14           | 陳健華                        | 中校     |                |                |
| 15           | 黎文雄                        | 中校     |                |                |
| 16           | 詹英祺                        | 中校     | 2002年8月      | 2004年10月     |
| 17           | 楊文堅                        | 中校     |                |                |
| 18           | 杜世忠                        | 中校     |                |                |
| 19           | 夏德俊                        | 中校     |                |                |
| 20           | 王維堅                        | 中校     |                |                |
| 21           | 董道宏                        | 中校     |                |                |
| 22           | 陳弘毅                        | 中校     |                |                |
| 23           | 蕭寧平                        | 中校     |                |                |
| 24           | 陳博仁                        | 中校     |                | 2019年9月16日  |
| 25           | 洪明穎                        | 中校     | 2019年9月16日  | 2020年11月1日  |

## 獲得榮譽[3]
|                                         |                                                       | |
|                                         |                                                       | Bronze star · Bronze star |
|                                         |                                                       | Bronze star · Bronze star · Width=44 scarlet ribbon with a central width-4 golden yellow stripe, flanked by pairs of width-1 scarlet, white, Old Glory blue, and white stripes |
| Bronze star · Bronze star · Bronze star | Bronze star · Bronze star · Bronze star · Bronze star | Bronze star · Bronze star · Bronze star |
|                                         |                                                       | |

| 戰鬥獎章                  | 戰鬥獎章                  | 戰鬥獎章                      | 海軍功勳單位獎章              | 海軍功勳單位獎章            | 海軍功勳單位獎章            |
| 中國服役獎章 「延長」橫扣 | 中國服役獎章 「延長」橫扣 | 美國戰役獎章                  | 美國戰役獎章                  | 亞太戰役獎章 兩枚服役星章   | 亞太戰役獎章 兩枚服役星章   |
| 二戰勝利獎章              | 二戰勝利獎章              | 海軍佔領服役獎章 「亞洲」橫扣 | 海軍佔領服役獎章 「亞洲」橫扣 | 國防部服役獎章 兩枚服役星章 | 國防部服役獎章 兩枚服役星章 |
| 韓國服役獎章 三枚服役星章 | 韓國服役獎章 三枚服役星章 | 武裝部隊遠征獎章 四枚服役星章 | 武裝部隊遠征獎章 四枚服役星章 | 越南服役獎章 三枚服役星章   | 越南服役獎章 三枚服役星章   |
| 聯合國服役獎章            | 聯合國服役獎章            | 越南戰役獎章                  | 越南戰役獎章                  | 韓戰服役獎章 由大韓民國授予 | 韓戰服役獎章 由大韓民國授予 |

## 圖集
- 於美國海軍服役的塔瓦可尼號
- 塔瓦可尼號的各項設備
- 塔瓦可尼號前主桅上的設備

- 大漢軍艦的俥鐘
- 大漢軍艦的艦名牌
- 大漢軍艦不同時期的艦徽
- 除役典禮上的大漢軍艦
- 正在塗銷舷號的大漢軍艦